# Diospyros glans
Diospyros glans är en tvåhjärtbladig växtart som beskrevs av Frank White. Diospyros glans ingår i släktet Diospyros och familjen Ebenaceae. Inga underarter finns listade i Catalogue of Life.